# 膠盤耳屬
膠盤耳屬（學名：Guepiniopsis）是擔子菌門花耳綱的一個屬，下有約10種物種，廣泛分佈於世界各地。本屬於1883年由法國真菌學家納爾西斯·泰奥菲勒·帕圖拉德發表。

## 物種
- 高山膠盤耳 G. alpina
- 膠盤耳 G. buccina
- 爱沙尼亚胶盘耳（瑞典语：Guepiniopsis estonica） G. estonica
- G. fulva[4]
- G. oresbia
- 卵孢胶盘耳 G. ovispora
- G. pedunculata
- 彭氏胶盘耳 G. pengiana
- G. suecica

## 外部連結
- 膠盤耳屬在Index Fungorum中的資訊